# Rimmel
«Rimmel» или «Rimmel London» (транслит Риммель) — британский косметический бренд, ныне принадлежащий компании Coty. Бренд был основан Эженом Риммелем как парфюмерная фабрика в 1834 году на Риджент-стрит в Лондоне. В течение года после открытия Эжен Риммель начал разрабатывать множество косметических продуктов, включая свою самую известную тушь для ресниц.
Бренд является популярных в мире производителей косметики.

## Маркетинг
Девиз бренда — «Live The London Look» (Стиль Лондона). Лицом бренда в разное время являлись Кейт Мосс, Софи Эллис-Бекстор, Лили Коул, Аюми Хамасаки и Холли Уиллоби, Джерри Холл, Джорджия Мэй Джаггер и Коко Роша.
Через несколько дней после выхода первой рекламной кампании с Роша, бренд объявил, что был подписан контракт также с Зоуи Дешанель, Соланж Ноулз и Алехандрой Рамос Муньос, которые помогут бренду выйти на мировой рынок. В сентябре 2013 года Риммель объявил о своем сотрудничестве с британской певицей Ритой Орой для создания линии косметики. В апреле 2016 года лицом бренда стала Кара Делевинь.
Реклама с участием Мосс и Джаггер была запрещена в британских журналах и на телевидении после того, как Управление по рекламным стандартам признало ее фальшивой, поскольку в рекламе использовались накладные ресницы.
Косметика от Rimmel доступна в таких странах, как Австралия, Австрия, Аргентина, Бахрейн, Беларусь, Бельгия, Болгария, Венгрия, Германия, Дания, Израиль, Индия, Индонезия, Ирландия, Испания, Италия, Канада, Катар, Китай, Латвия, Литва, Мальта, Мексика, Нидерланды, Норвегия, Польша, Португалия, Румыния, Россия, Саудовская Аравия, Словакия, Соединенное Королевство, Украина, Турция, Финляндия, Франция, Хорватия, Чешская Республика, Южная Африка, Эстония и Япония.